# اتاکار هرومادکو
اتاکار هرومادکو (انگلیسی: Otakar Hromádko; ۳۰ اوت ۱۹۰۹ – ۱۴ آوریل ۱۹۸۳) روزنامه‌نگار، افسر اهل چکسلواکی بود. او در نیمه اول زندگی خود برای آرمان‌های کمونیستی مبارزه کرد و بعدها قربانی پاکسازی‌های کمونیستی شد و بخاطر مسائل سیاسی به سوئیس نقل مکان کرد.
اتاکار هرومادکو در پنج سالگی پدرش را در جنگ جهانی اول از دست داد و در زمان تحصیل هوادار جنبش کمونیستی در چکسلواکی شد. در تیپ‌های بین‌المللی در جنگ داخلی اسپانیا و در جنگ جهانی دوم در گروه‌های مقاومت فرانسه علیه نازیها به عنوان یک داوطلب جنگید. بعد از جنگ جهانی دوم او به چکسلواکی بازگشت و در تقویت فعالیت‌های حزب کمونیست چکسلواکی شرکت کرد. او این فعالیت‌ها را تا سال ۱۹۴۸ و کودتای چکسلواکی ادامه داد. در ابتدای دهه ۱۹۵۰ قربانی تصفیه‌های کمونیستی شد و به مدت ۱۲ سال را در زندان گذراند. در سال ۱۹۵۶ از زندان آزاد شد و بعد از حمله پیمان ورشو به چکسلواکی در سال ۱۹۶۸ به سوئیس مهاجرت کرد. او در سال ۱۹۸۳ در ایوردون لبن سوئیس درگذشت.

## دوران جوانی
هرومادکو در ۳۰ اوت سال ۱۹۰۹ در کنز، منطقه تشاسلاو یوگسلاوی به دنیا آمد. پدرش اوتو هرومادکو و مادرش مری هرومادکوا بودند. پدرش در سال ۱۹۱۴ در جنگ جهانی اول درگذشت و او همراه با مادر و خانواده اش به هاولیچکوو برود نقل مکان کردند. در سال ۱۹۲۸ تحصیلاتش را در رشته حقوق شروع کرد و به لیگ جوانان کمونیست چکسلواکی پیوست. در سال ۱۹۳۰ به عنوان رهبر یک گروه دانشجویی دستگیر و زندانی شد. او در یک کلیسا علیه جنگ شعارنویسی کرد و از دانشگاه برنو محروم شد. در سال‌های بعد، او به‌طور کامل بر روی فعالیت‌های کمونیستی متمرکز شد. او دبیر منطقه ای حزب کمونیست چکسلواکی در مناطق کوم سمول و چندین منطقه دیگر بود. او همچنین سردبیر روزنامه رسمی حزب کمونیست چکسلواکی و مجله یدنوتا بود.
او در دهه ۱۹۳۰ بمدتی طولانی مخفیانه زندگی کرد، زیرا پلیس و دادگاه‌های چکسلواک برای جرایم متعدد از جمله توزیع غیرقانونی مطبوعات کمونیستی او را تحت تعقیب داشتند. بین سال‌های ۱۹۳۰–۱۹۳۶، او ده بار در چکسلواکی زندانی شد و یک بار نیز در درسدن آلمان به زندان افتاد.

## جنگ داخلی اسپانیا و جنگ جهانی دوم

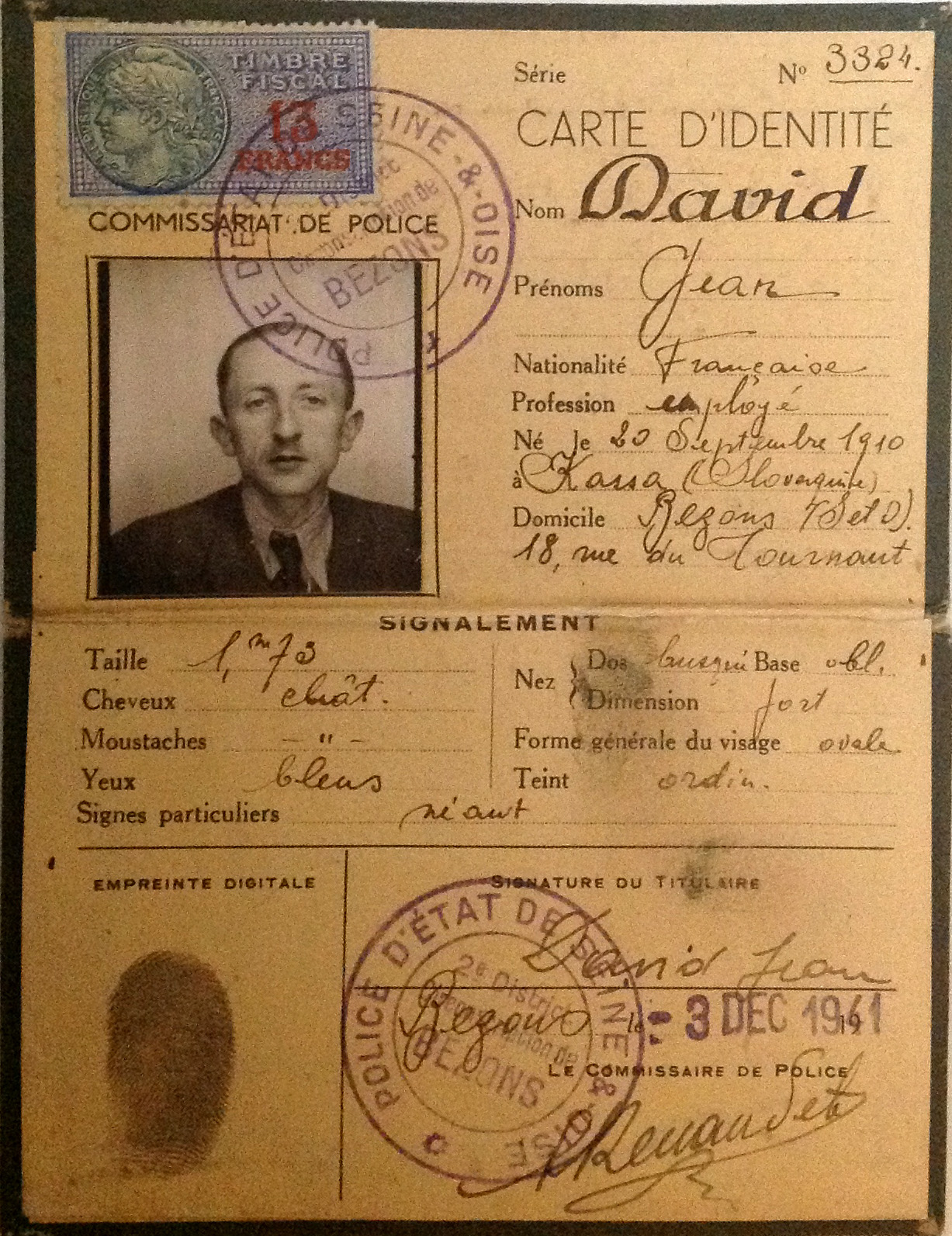
مدرک جعلی اتاکار هرومادکو در طول جنگ جهانی دوم در فرانسه

پس از شروع جنگ داخلی اسپانیا، او داوطلب جنگیدن در تیپ‌های بین‌المللی شد. او در سال‌های ۱۹۳۷ تا ۱۹۳۹ درتیپ ۱۲۹ به عنوان یک کمیسر سیاسی خدمت کرد. در جبهه‌های اکسترامادورا، آراگون، لوانت و در زمان عقب‌نشینی از کاتالونیا به فرانسه در بخش حفاظت پشت نیروهای مقاومت خدمت کرد.
پس از عبور از پیرنه‌ها، او در کمپ‌های بین‌المللی سن سیپرین و گورس بود. در هر دو اردوگاه او رئیس سازمان غیرقانونی کمونیستهای چکسلواکی بود. در اکتبر ۱۹۳۹ او با سایر عوامل «کمینترن» به اردوگاه کار اجباری ورنت انتقال داده شد.
در دوم ژوئن سال ۱۹۴۱ موفق شد که از اردوگاه نازیها فرار کند. او بلافاصله به مقاومت فرانسه در پاریس پیوست. از سال ۱۹۴۱ او یکی از اعضای کمیته مرکزی چکسلواکی در فرانسه بود و از سال ۱۹۴۳ در همین کمیته به عنوان یک افسر خدمت می‌کرد. از سال ۱۹۴۳ او یکی از افسران ارشدی بود که فعالیت‌های نظامی گروه‌های بین‌المللی را با نیروهای مقاومت فرانسه (FFI) هماهنگ می‌کرد. با دریافت درجه کاپیتانی از مقاومت فرانسه او فرماندهی ۱۲۰۰ شبه نظامی را در منطقه پاریس بعهده گرفت.

## زندگی شخصی
در زمانی که اتاکار هرومادکو در پاریس بود وی با ورا والدز یکی از فعالین مقاومت فرانسه آشنا شد و پس از پایان جنگ جهانی دوم در منطقه پاریس، با وی ازدواج کرد.

## درگذشت
اتاکار در ۱۴ آوریل ۱۹۸۳ در ایوردون لبن سوئیس درگذشت.